# ألان ريد
ألان ريد (بالإنجليزية: Alan Reid)‏ (21 أكتوبر 1980 في المملكة المتحدة - ) هو لاعب كرة قدم بريطاني في مركز الدفاع. لعب مع كوين أوف ساوث ونادي سانت ميرين ونادي هيبرنيان ونادي إيست فيف ونادي ستنهاوسموير ونادي ألبيون روفرز ونادي كوينز بارك ونادي غرينوك مورتون.

## وصلات خارجية
- ألان ريد على موقع قاعدة بيانات كرة القدم.إي يو (الإنجليزية)
- ألان ريد على موقع Soccerbase.com (لاعب) (الإنجليزية)